# Maï Aïché
 (novembre 2018).
Si vous disposez d'ouvrages ou d'articles de référence ou si vous connaissez des sites web de qualité traitant du thème abordé ici, merci de compléter l'article en donnant les références utiles à sa vérifiabilité et en les liant à la section « Notes et références ».
Maï Aïche est une ville du Tchad située dans le Chari-Baguirmi, l'une des quatre quatre communes de Dourbali.